# Barakony (keresztnév)
A Barakony magyar eredetű férfinév, jelentése tisztázatlan.

## Gyakorisága
Az 1990-es években szórványosan fordult elő, a 2000-es években nem szerepel a 100 leggyakoribb férfinév között.

## Névnapok
- augusztus 13.[2]
- augusztus 22.[2]